# Galeota Real
La Galeota Real , également connue sous le nom de Galeota de D. João VI , est une petite galère, un type de navire propulsé par 30 rameurs . Elle est parfois confondue avec le yacht à vapeur à deux roues à aubes Galeota Imperial, qui après la proclamation de la république au Brésil, a été rebaptisé yacht Quinze de Novembro et plus tard yacht Silva Jardim.

## Historique
Inspiré de la Galeota Grande de la famille royale portugaise à Lisbonne, Galeota Real a été construite en 1808 par ordre du comte de Ponte, dans les chantiers navals de l'Arsenal de la Capitainerie de la Baie de Tous les Saints, pour le service privé du Prince Régent, dans le cadre du transfert de la cour portugaise au Brésil (1808-1821) .
Elle fut transportée à Rio de Janeiro en 1809. Le 28 mars, 23 "algarves" (pagayeurs royaux, originaires de la province de l'Algarve), venus dans l'un des navires de la flotte, furent envoyés à l'Arsenal de la Marine de Rio de Janeiro, pour être employés à son service. Elle servit aux déplacements de la famille royale à travers la baie de Guanabara, après avoir reçu la princesse D. Leopoldina et, plus tard, conduit la famille royale jusqu'au navire qui la ramena au Portugal, le 25 avril 1821 .

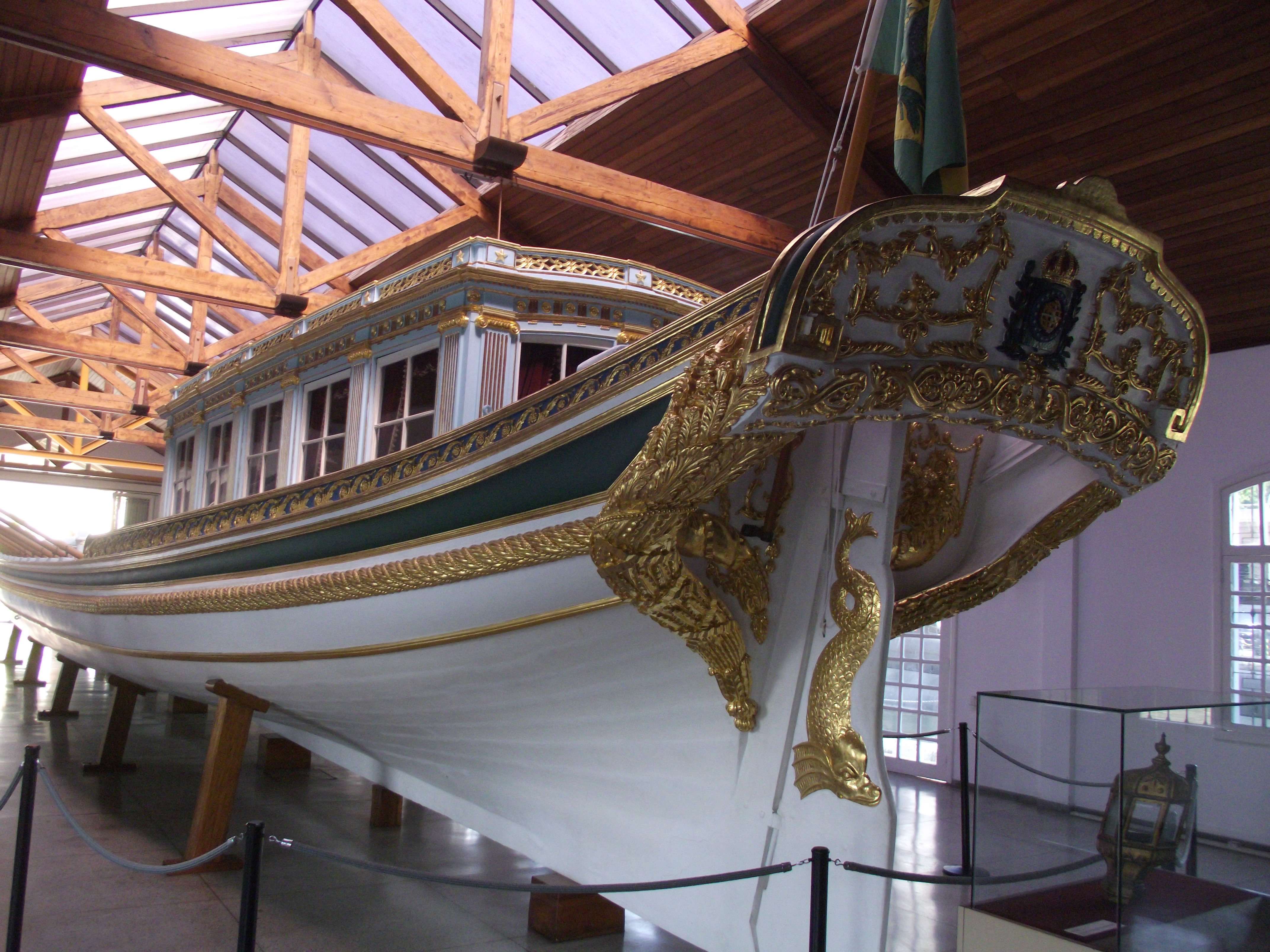
Galère royale

Inégalée sur le continent américain, elle fut utilisée jusqu'aux premiers gouvernements de la República Velha (1889-1930). Elle transporta le président de la République argentine de l'époque, le Dr Julio Argentino Roca, lors de sa visite à Rio de Janeiro (1899) et le président élu de la République argentine, le Dr Roque Sáenz Peña et son entourage en visite au Brésil (1910). Elle effectua son dernier voyage en septembre 1920, lorsque la famille royale belge arriva à Rio de Janeiro à bord de du cuirassé São Paulo.

## Préservation
À l'époque de l'administration de l'amiral Protógenes Pereira Guimarães à la tête du ministère de la Marine (1931-1935), il avait été proposé de scier en deux la galère et d'envoyer l'une des moitiés au Musée historique national.
Après de nombreuses années de conservation dans l'Arsenal de la Marine de Rio de Janeiro, lors de la création de l'Espace Culturel de la Marine, dans le centre historique de Rio, un espace a été prévu pour son exposition, où, restaurée et inscrite dans un module thématique, elle en constitue l'une des principales attractions permanentes.

## Galerie

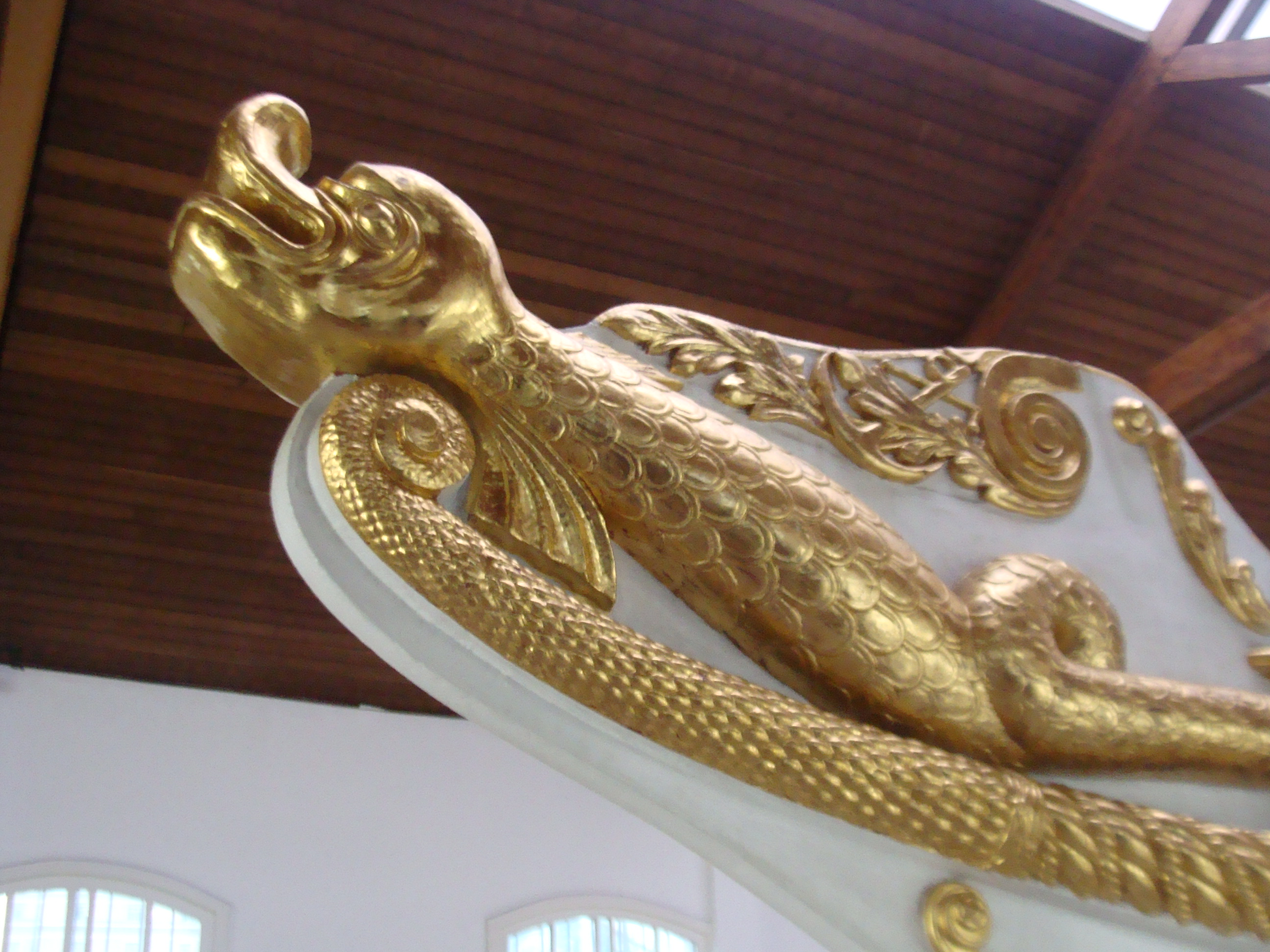
Figure de proue
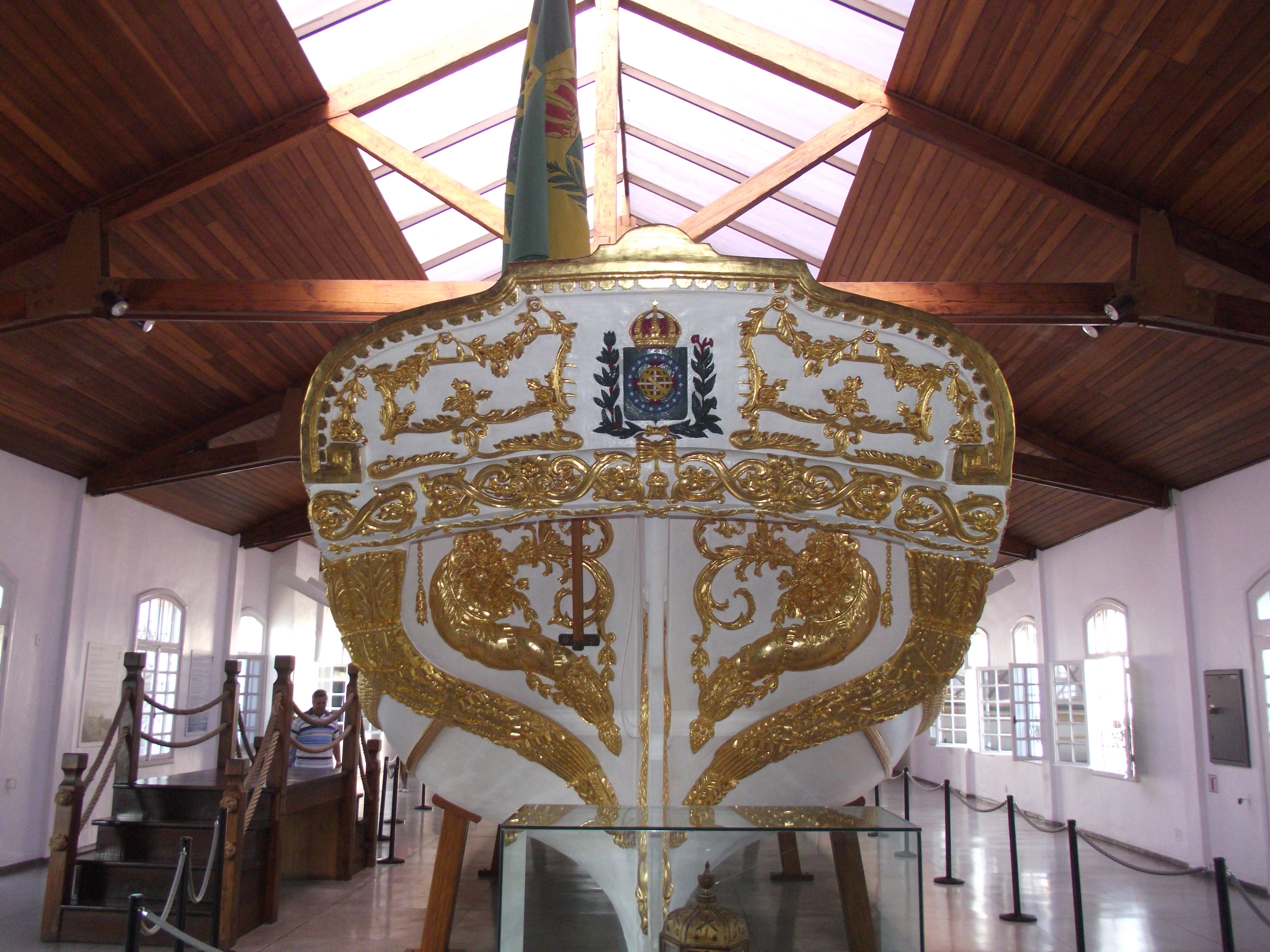
Arrière
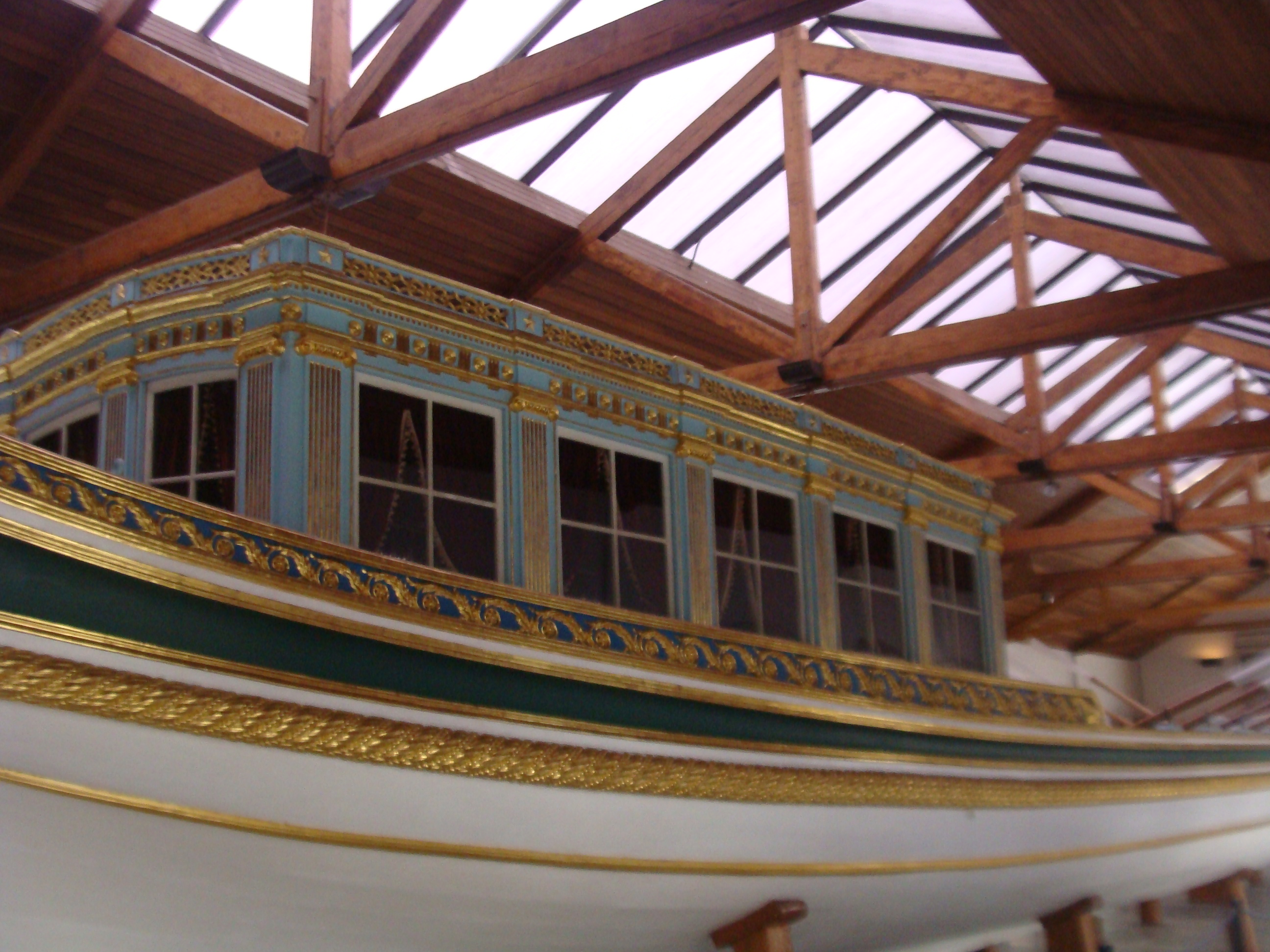
Cabine